# 桑蘭西
桑蘭西（1949年3月10日—），一譯沈良西，柬埔寨政治家、反對派活動家。

## 歷史
桑蘭西於1949年出生在金邊，是外交官桑薩利之子。1965年，桑蘭西移居到法國，在那裡學習，隨後在巴黎財務公司擔任投資經理兼執行董事。1971年，桑蘭西娶涅刁隆之女朱隆·蘇瑪拉為妻，夫妻二人的祖先均擁有華人血統。
1992年加入奉辛比克黨並回到柬埔寨，翌年當選暹粒省的國會議員。1993年就任柬埔寨經濟及財政部部長。翌年，因為不信任決議，被解除部長職務，並被開除出黨。1995年，他組建高棉民族黨。1998年更名為桑蘭西黨。該黨在2003年大選中得票率為14%。
2012年7月17日，桑蘭西黨與根索卡領導的人權黨合併為柬埔寨救國黨，桑蘭西任主席、根索卡任副主席。2013年國會大選中得票率為22%，贏得55席，次於執政黨柬埔寨人民黨的68席而成為第二大黨。救國黨成為柬埔寨最大的反對黨。救國黨的支持者對大選不滿引發了示威騷亂。2014年7月22日，兩黨達成和解。2015年1月22日，柬埔寨仿照英國西敏制，桑蘭西擔任反對黨領袖。
2015年因毀謗罪和偽造公文書罪未出庭而被缺席定罪，为了避免“党解散”的危机，桑兰西于2017年2月11日突然宣布辞去该党主席之位。2月12日获得党内通过，由副主席根索卡继任主席。2月20日桑兰西被禁止参加政治活动。9月3日根索卡被控間諜罪、叛國罪而遭到逮捕。11月16日，柬埔寨救國黨被認定為非法政黨而遭到解散。根索卡長期被拘押，為向洪森政權施壓，桑蘭西於2018年1月13日在法國巴黎成立柬埔寨救國運動，自任主席。該組織隨即被柬埔寨政府認定為「恐怖組織」。

## 司法判刑
- 2005年12月22日，桑蘭西被控誹謗罪，被缺席判處18個月監禁及14000美元的罰款和賠償金。2006年2月5日，在總理洪森的請求下諾羅敦·西哈莫尼國王給予其特赦。桑蘭西於2006年2月10日返回柬埔寨。
- 2008年4月，桑蘭西指控外交部長賀南洪曾是紅色高棉監獄長，且犯有酷刑、謀殺的罪行。賀南洪隨後起訴其誹謗，柬埔寨法院認定罪名成立。在總理洪森的請求下，諾羅敦·西哈莫尼國王給予其特赦。桑蘭西於2013年7月19日返回柬埔寨。
- 2015年11月13日，桑蘭西的的特赦令被撤銷。三天以後被撤銷國會議員職務。他再次重提賀南洪要為紅色高棉時期的監獄死亡事件負責。12月1日金邊法院再次審理誹謗案，並因涉嫌在公文書試用偽造的柬越邊境地圖而傳喚他，缺席判處5年監禁。之後逃亡海外，流亡海外的桑蘭西曾數次申請恢復從政權。2019年1月柬埔寨《政黨法》獲得通過，並由國王簽字御准，正式生效。這意味著原救國黨的領導層將有望提前恢復從政權。不過洪森強調，只有遵守高等法院從政禁令者才能獲得恢復從政權。[6]
- 2019年救國黨有人士在國內煽動暴亂，並喊出“沈良西回国计划”，利用资金试图成立非法武装，发动国内武装政变以推翻柬埔寨政府。沈良西在海外称宣称“將在外国政治人物陪伴下回国”，并呼吁国内支持者发动示威集会欢迎他回国。洪森政府判斷這是利用政府清除國內賭博業造成的部分勢力不滿為契機，美國試圖複製委內瑞拉式暴亂，10月4日柬埔寨金边市初级法院已发出逮捕令，追捕沈良西夫妇及其7名亲信，涉嫌发动政变推翻柬埔寨国王政府。[7]
- 2021年3月1日，柬埔寨法院在桑蘭西缺席的情況下判處其入狱25年，并剥夺其选举权和被选举权。[8]

## 自傳
- Brown, MacAlister Brown; Zasloff, Joseph Jermiah; Cambodia Confounds the Peacemakers, 1979-1998, Cornell University Press, 1998, ISBN 0801435366

## 外部連結
- Sam Rainsy Party homepage
- BBC profile of Rainsy （页面存档备份，存于）
- BBC: "Cambodia opposition calls on king" （页面存档备份，存于）
- BBC: "Sam Rainsy appeal on Cambodia" （页面存档备份，存于）